# Église Saint-Étienne de Joursac
Pour les articles homonymes, voir église Saint-Étienne.
L'église Saint-Étienne est une église située en France sur la commune de Joursac (Cantal), en région Auvergne-Rhône-Alpes.

## Historique
La première travée de la nef daterait du XIIe siècle, le reste de la nef, le chœur et la chapelle sud du XIVe siècle, et la chapelle dite du château de Mardogne du XVIe siècle. Une restauration a été menée au XIXe siècle avec réemploi des matériaux d’origine.

### Protection
L'église est inscrite au titre des monuments historiques par arrêté du 7 décembre 1992.

## Description
L’église comprend une nef à deux travées, un chœur, une abside polygonale et un transept avec chapelles nord et sud. Une chapelle seigneuriale prolonge le transept. L’ensemble est voûté d’ogives, avec un décor plus élaboré dans la chapelle seigneuriale. Une tourelle polygonale contient un escalier à vis. L’intérieur présente un décor médiéval reconstitué et un mobilier néo-gothique.